# Согнефјорд
Согне фјорд је највећи и најпознатији фјорд у Норвешкој и трећи највећи у свету (после Scoresby Sund и Greely Fiord). Пошто су преостала два прекривена ледом, Согне фјрод је најдужи фјорд који није покривен ледом. Налази се у западној Норвешкој и има дужину од 205км од океана до малог села Скјолден у округу Лустер. Име је добио по традиционалном округу Согн, који прекрива јужни део државе. Део Согне фјорда Nærøyfjord је уврштен у УНЕСКО-ву листу.

## Географија
Гјорд пролази кроз многе округе: Solund, Gulen, Hyllestad, Høyanger, Vik, Balestrand, Лејкангер, Sogndal, Lærdal, Aurland, Årdal, и Luster. Достиже максимум дубину од 1308м испод нивоа мора и ти најдубљи делови су пронађени у унутрашњим деловима фјорда. Близу ушћа, дно нагло расте до 100м висине испод нивоа мора. Просечна ширина главне гране Согне фјорда је око 4,5км. Одсеци који окружују фјорд из воде достижу висину од 1000м.

### Фјордови
Согне фјорд има неколико засебних рукаваца који се протежу између стрмих планина и завршавају у малим селима.
- Arnafjorden
- Finnafjord/Finnabotn
- Fjærlandsfjord
- Sognefjord
- Stegastein
- The Lusterfjord
- The Nærøyfjord(главни рукавац Согне фјорда)[2]

## Клима
Постоје три главна фактора која утичу на климу западне Норвешке:
- Голфска струја: Због Голфске струје, температура дуж обале Норвешке је топлија 5-10 степени него у другим местима која би се могла поредити са Норвешком (Аљаска, Сибир). Ова струја ствара умерену климу Норвешке у пролеће и јесен.[2]
- Велика температурна разлика
- Екстремно дуга северо-јужна обала

### Пролеће/Лето
Летње температуре достижу максимум крајем јуна до почетка августа. Тада је време најстабилније и најтоплије са дугим, сунчаним данима. Температуре могу да достигну 25 °C и више.
Регион Фјорда је једна од највлажнијих области света, ако изузмемо тропске. Ово време у комбинацији са стрмим планинама и фјордовима, сунчевом топлотом обезбеђују живот многим областима у којима је заступљено воће и поврће.

### Јесен
Јесен, која почиње од септембра, је уједно и време жетве. Такође је и најпогоднији период за лов. Највише се лове дивље кокошке, дивљи зечеви, јелени и ирваси.

### Зима
Током зиме, почев од новембра, уједно почиње и скијашка сезона. Такође и лето може бити сезона скијања, због сјајних услова које пружа клима.

## Туристичке атракције

### Глацијални облици
Jostedal глечер грана се на неколико рукаваца који се протежу ка долини близу самог нивоа мора. Постоје организоване пешачке туре по глечерима Fjærland и Jostedalen, где се уједно може научити научити нешто о леду и околној природи.

### Дрвене цркве
Ове цркве представљају допринос светској културној баштини, што је потврђено њиховим увршћивањем у УНЕСКО-ву листу. Име су добиле по материјалу којим су направљени - дрво. Остало је свега 28 дрвених цркава, од којих се 5 најстаријих (датирају из XII века) налазе у Согне фјорд региону.

### Национални паркови
У овом региону постоје два највећа национална парка Норвешке - Jotunheimen и Јоstedalsbreen. Три највеће пејзажне области су Utladalen, Nærøyfjord и Stølsheimen.

### Музеји и центри за посетиоце
Согне фјорд има више музеја који су јединствени у Норвешкој. Већина њих презентује природно окружење Согне фјорда. Неки од њих су:
- Акваријум центар линк Архивирано на веб-сајту  (11. март 2016)
- Борло фарма линк Архивирано на веб-сајту  (10. март 2016)
- Стеновита црква - Хове линк Архивирано на веб-сајту  (11. март 2016)
- Индустријски музеј - Høyanger линк Архивирано на веб-сајту  (4. децембар 2020)